# Sulba Sutra
Els Sulba Sutra (del sànscrit: Sulba = Corda; Sutra = Aforisme) són uns llibres del període vèdic que són uns apèndixs dels Veda, concretament dels Kalpa Vedanga, relacionats amb el Yajurveda. En aquests llibres s'expliquen les tècniques de construcció d'altars i de col·locació de focs rituals perquè siguin instruments efectius per als sacrificis.
Per als rituals domèstics era suficient amb altars quadrats i circulars, però per als rituals públics calien formes més sofisticades, combinacions de rectangles, triangles i trapezis. Per això tenen interès aquests llibres, ja que en ells s'explica tot el que sabem de la geometria i la matemàtica índia antiga. Els seus autors es van enfrontar a problemes com convertir una àrea circular en quadrada o dividir una àrea quadrada en altres dos o més quadrats iguals. Aquests problemes es resolen amb algorismes que no es demostren, per això no sabem si va existir en aquella època un estudi sistemàtic de la geometria o, simplement, es van aplicar a resoldre els problemes pràctics que els plantejava la religió.
Els llibres van ser escrits entre l'any 800 i el 200 abans de Crist, cosa que sabem per la gramàtica i el vocabulari emprats comparant-los amb altres texts vèdics. Coneixem els noms dels seus autors dels qui, per altra banda, res sabem.

## Llista de Sulba Sutres coneguts
Els quatre següents són els més originals:
- Sulba Sutra de Baudhayana, escrit entorn del 800 aC[3]
- Sulba Sutra de Manava, escrit entorn del 750 aC
- Sulba Sutra d'Apastamba, escrit entorn del 600 aC
- Sulba Sutra de Katyayana, escrit entorn del 200 aC

N'existeixen d'altres com el de Maitrayaniya (idèntic al de Manava), el de Varaha (molt relacionat amb el Manava i el Maitrayaniya), el de Vadhula i el de Hiranyakeshin (similar al d'Apastamba).